# Transbryoleuca
Transbryoleuca là một chi bướm đêm thuộc họ Noctuidae.